# Ensenada Blanca
Ensenada Blanca är en ort i Mexiko.   Den ligger i kommunen Loreto och delstaten Baja California Sur, i den västra delen av landet, 1 400 km nordväst om huvudstaden Mexico City. Ensenada Blanca ligger 2 meter över havet och antalet invånare är 255.
Terrängen runt Ensenada Blanca är varierad. Havet är nära Ensenada Blanca åt nordost.  Ensenada Blanca är det största samhället i trakten. 